# Ben Shahn
Ben Shahn (12. září 1898 – 14. března 1969) byl litevský rodák a americký novinářský fotograf známý svou prací pro společnost Farm Security Administration. Dokumentoval dopady velké hospodářské krize v USA v roce 1929.

## Farm Security Administration
FSA je společnost, která byla vytvořena v USA v roce 1935 v rámci New Deal. Úkolem bylo v krizi pomáhat proti americké venkovské chudobě. FSA podporovalo skupování okrajových pozemků, práci na velkých pozemcích s moderními stroji a kolektivizaci. Vedle Shahna byli v sociologicko-dokumentárním programu této agentury zapojeni fotografové jako například Walker Evans, Dorothea Langeová, Roy Stryker nebo Arthur Rothstein. Shahn pracoval pro tuto agenturu jako grafik a malíř.

## Galerie

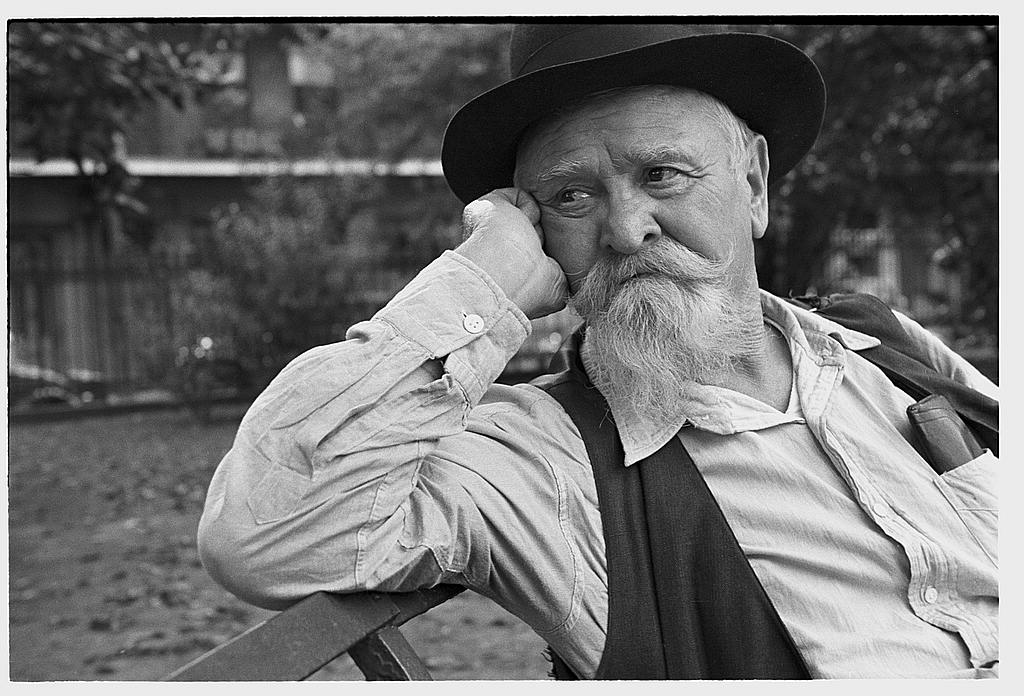
Starý námořník, 1935
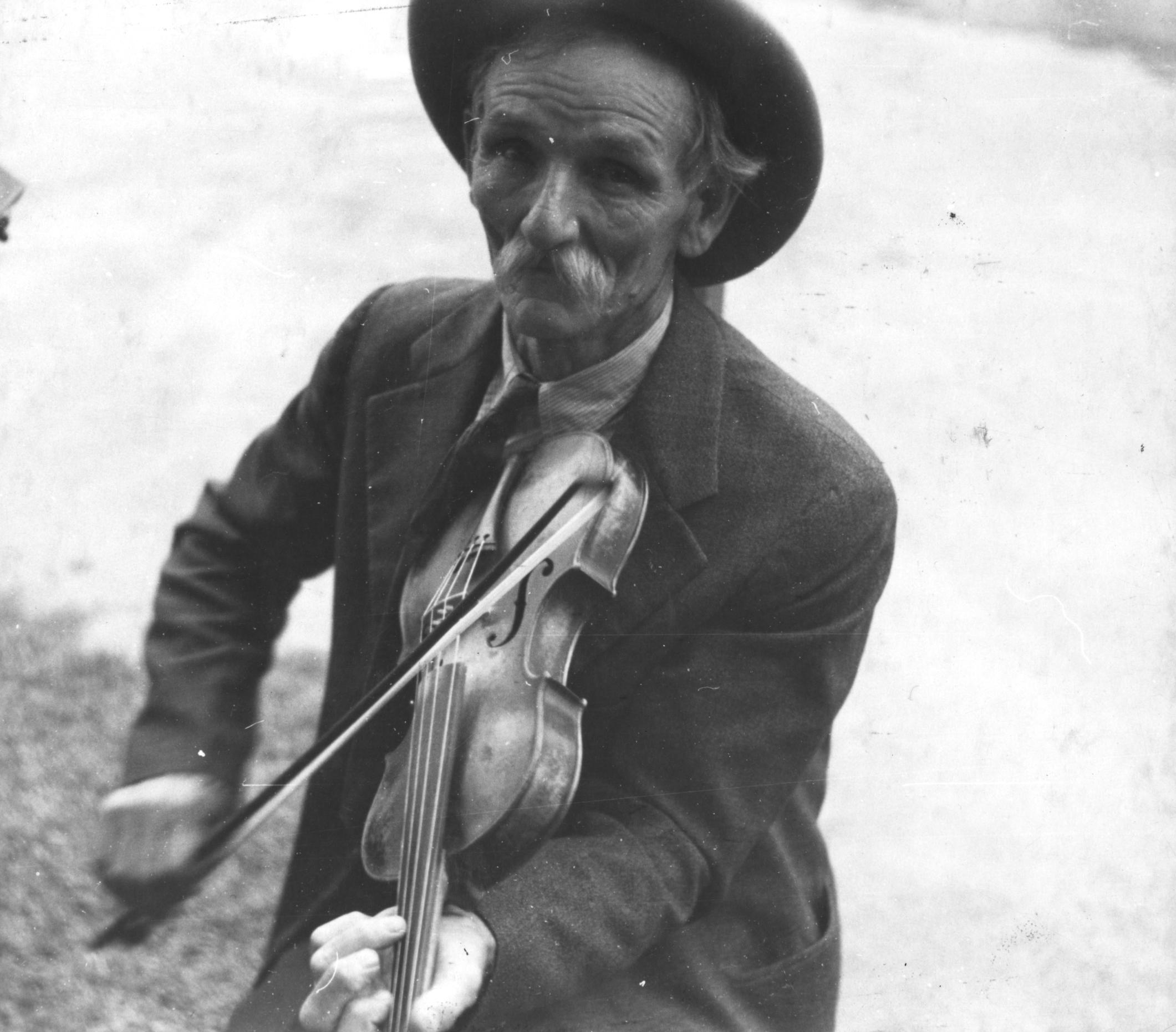
Houslista Bill Henseley, 1937
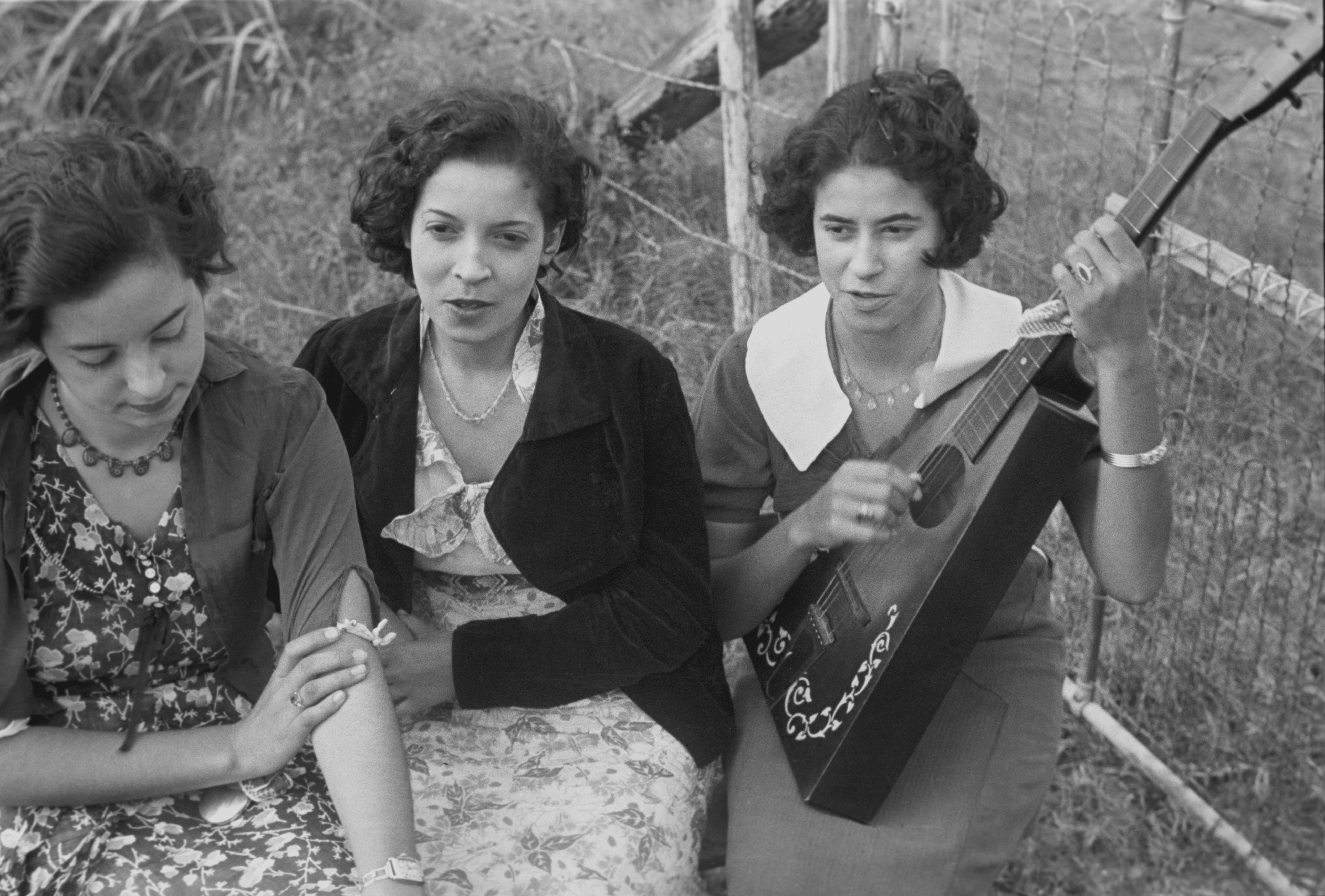
Tři kreolské dívky, Plaquemines Parish, Louisiana, 1935
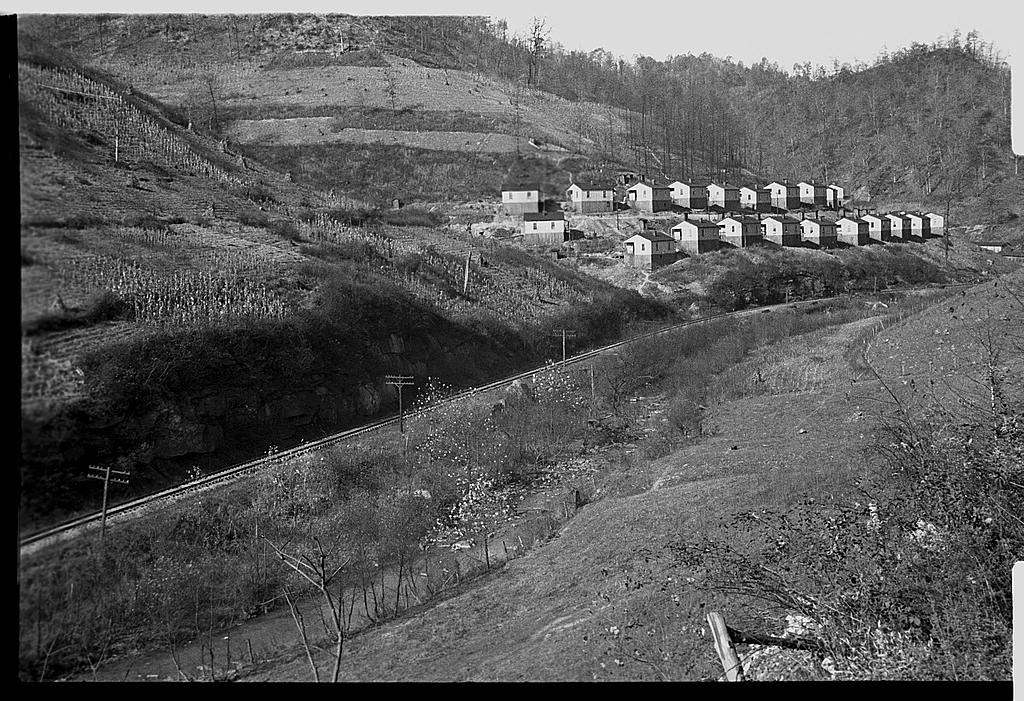
Město uhelné společnosti v Jenkins, Kentucky, 1935
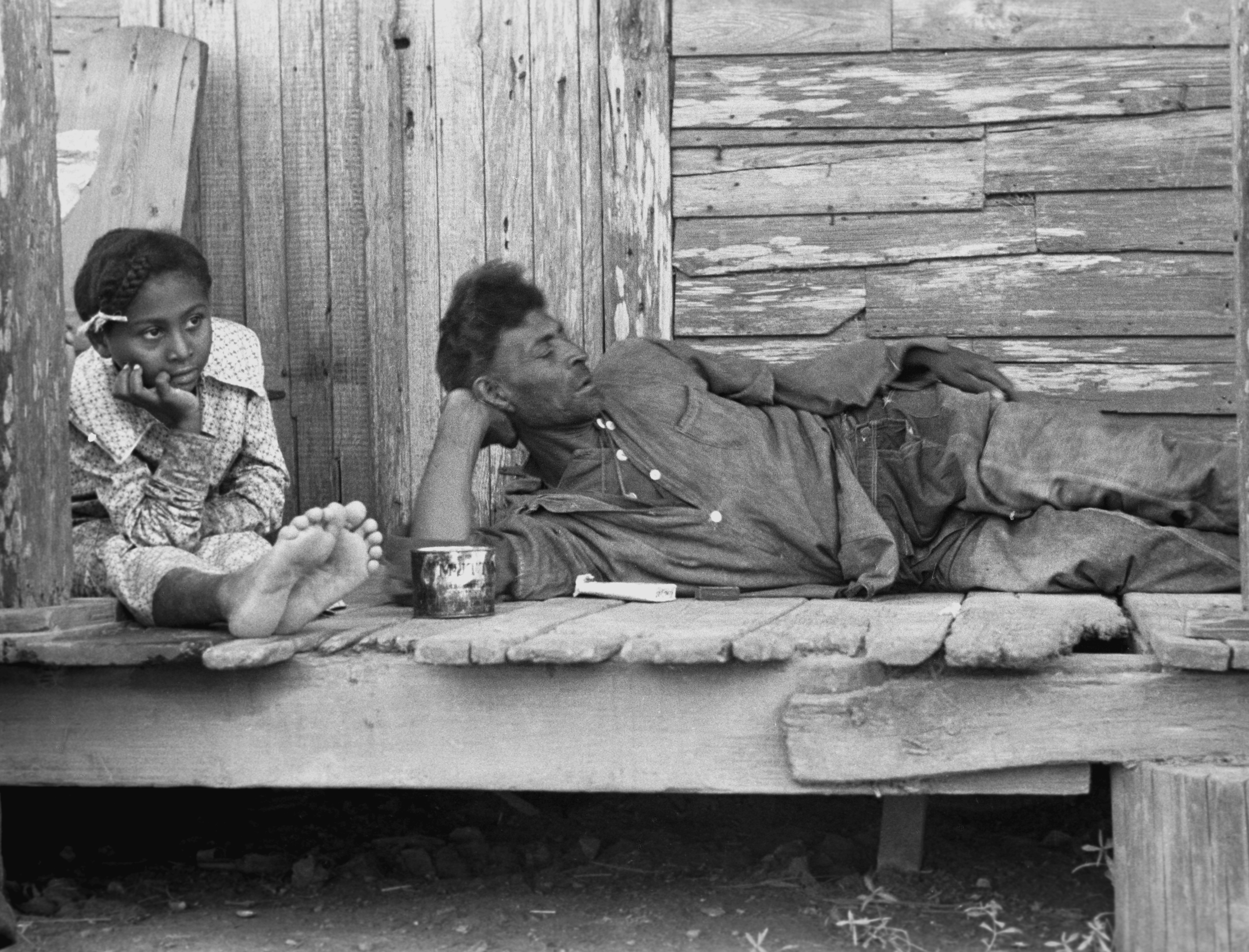
Florestine Carson, nezaměstnaný kreolský negroidní lovec a dcera, Plaquemines Parish, Louisiana, 1935
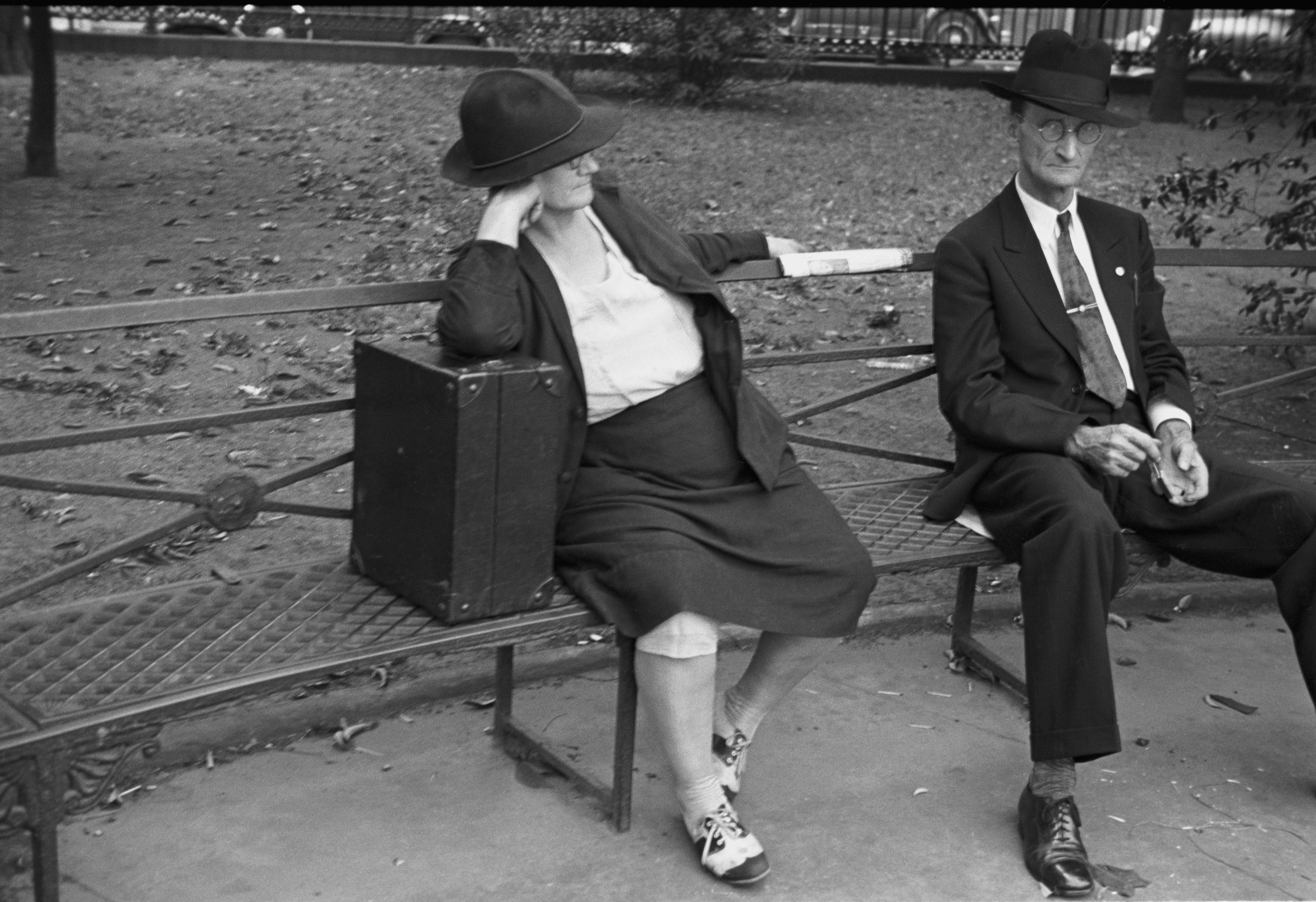
Scéna na Jackson Square, New Orleans, Louisiana, 1935; fotografie ženy a muže středního věku, sedící na lavičce v parku. Žena má neidentifikovaný kufřík, možná přenosnou Victrolu.
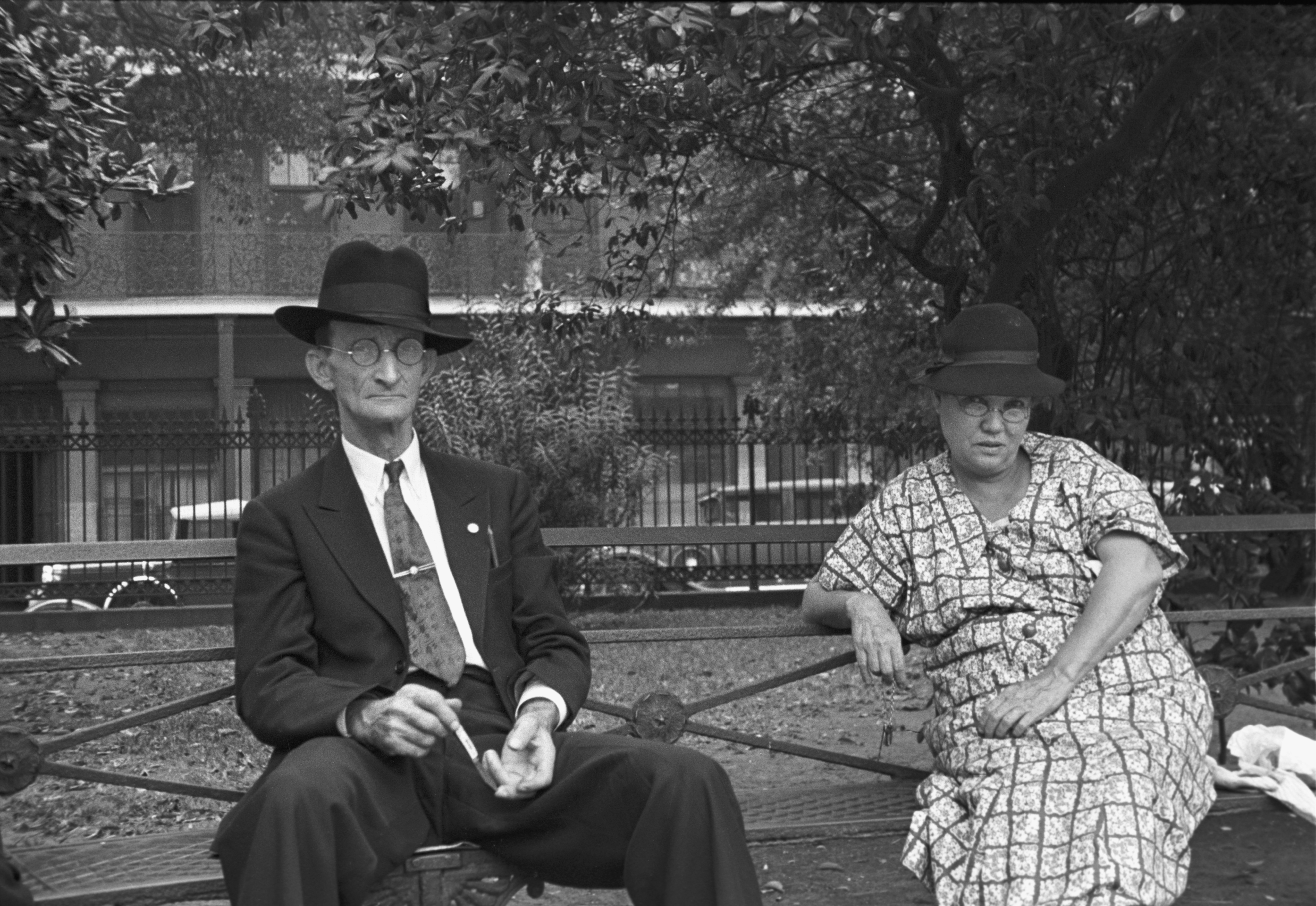
Scéna na Jackson Square, New Orleans, Louisiana, 1935; fotografie muže a ženy středního věku, sedící na lavičce v parku.
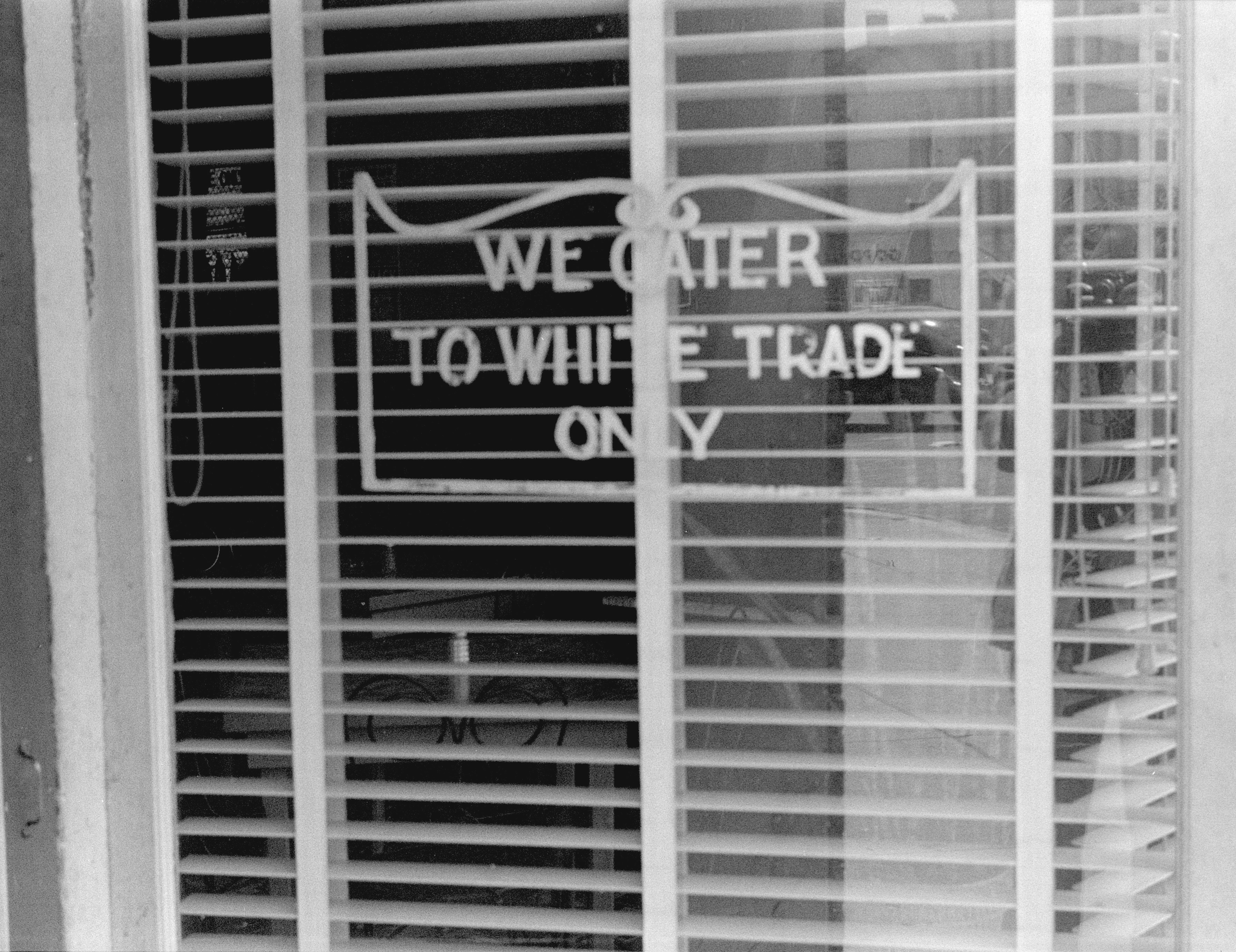
Nápis na restauraci: "We Cater to White Trade only." (Obsluhujeme pouze bílé.), Lancaster, Ohio, srpen 1938
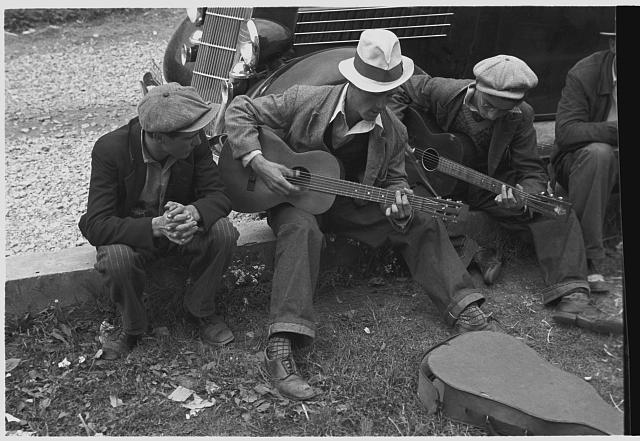
Pouliční hudebníci v Maynardville, Tennessee, USA, 1935
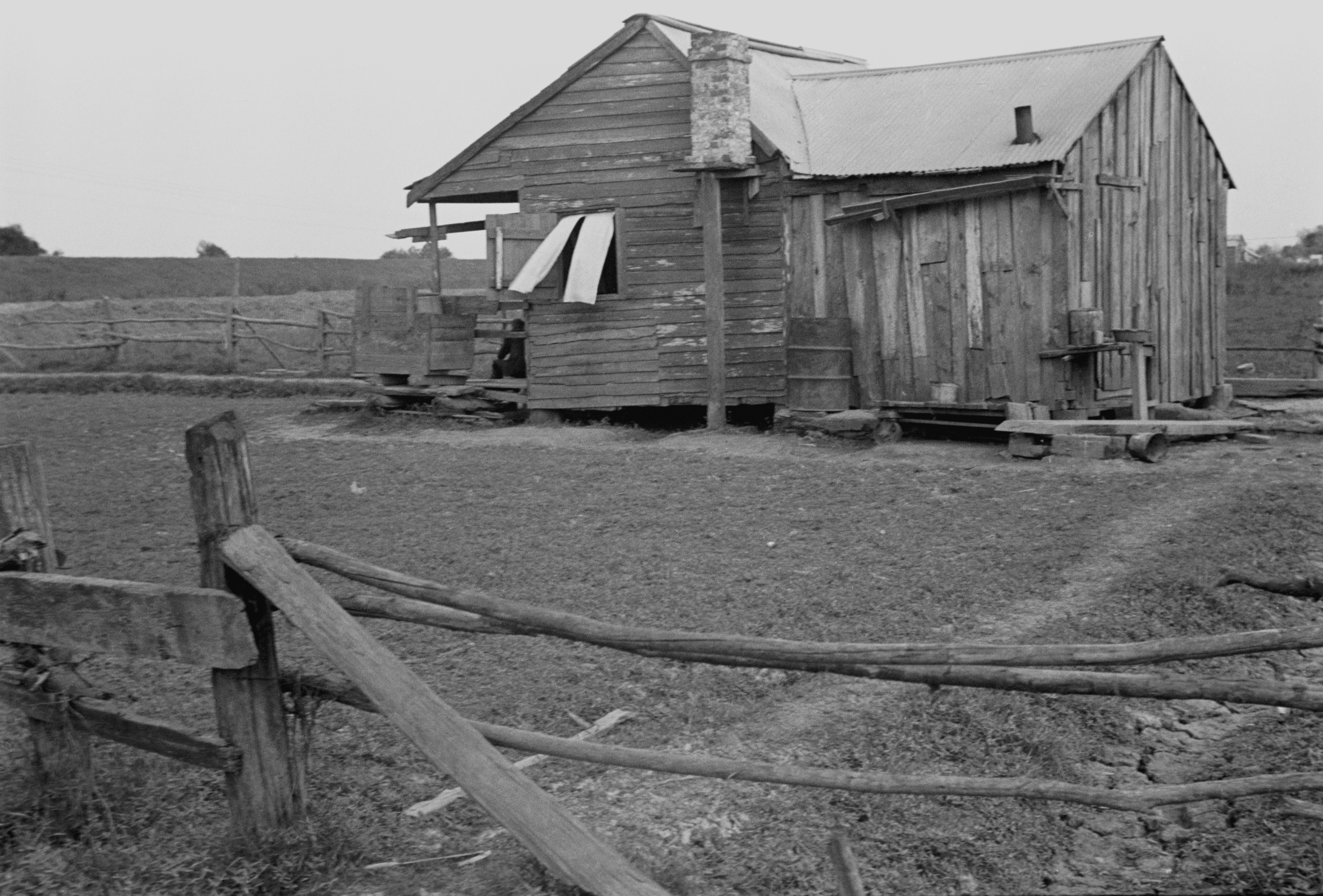
Trapperův dům, Plaquemines Parish, Louisiana, 1935